# 김민석 (레슬링 선수)
김민석(1993년 2월 9일~)은 대한민국의 레슬링 선수이다. 2018년 아시안 게임에서 슈퍼헤비급 동메달을 획득했으며 2018년 세계 선수권 대회에서 동메달을 획득하면서 아시아인 최초로 세계 레슬링 선수권 대회 슈퍼헤비급 메달을 획득했다.